# 傘 (King Gnuの曲)
「傘」（かさ）は、日本のミクスチャー・ロックバンドKing Gnuの4作目の配信限定シングル。2019年10月11日にAriola Japanよりデジタルリリースされた。

## 概要
- 前作『飛行艇』より約2か月を経てのリリース。
- 表題曲「傘」はブルボン「アルフォート」のCMソングである[5]。
- 本作はKing Gnuでは珍しいオーディオ映像になっている(なお、この曲のオフィシャルオーディオと称して公開されている動画は、プロモーションビデオとして、MVと同じ扱いをされることが多い)。
- 本作のオーディオ映像は、ジャケットで描かれたイラストをモチーフにしたアニメーション作品となっており、ディレクターを務めたOSRIN（PERIMETRON）は「傘を持って誰かを待ってる姿っていろんなところで目にしていた好きな光景だったんだけど最近見ることなくなったなと思いアニメーターのユージンと一緒に制作しました。人の人生を眺めるように見てもらえたらと思います」とコメントを寄せている[6]。
- オーディオ映像には、前作「飛行艇」の仮面のようなものがオブジェとして飾られている。

## チャート成績
- 2019年10月21日付のBillboard JAPANダウンロード・ソング・チャート“Download Songs”では初動29,286ダウンロードを売り上げ、1位にランクイン[7]。
- 2019年10月21日付のオリコン週間デジタルシングル（単曲）ランキングで、1位にランクイン。
- 2019年10月21日付のBillboard Japan Hot 100で9位を獲得[8]。
- 2019年10月21日付のBillboard Japan Hot Buzz Songで2位を獲得[9]。
- 2019年10月28日付のBillboard JAPANストリーミング・ソング・チャート“Streaming Songs”では2,489,781回再生を記録し、7位にランクイン[10]。

### 認定と売上
|                                | 認定 (RIAJ) | 売上/再生回数       |
| ------------------------------ | ----------- | ------------------- |
| ダウンロード                   | ゴールド    | 100,000* DL         |
| ストリーミング                 | プラチナ    | 100,000,000* 回再生 |
| *認定のみに基づく売上/再生回数 |             |                     |

## 収録曲
1. 傘 - [3:22]
作詞・作曲：常田大希　編曲：King Gnu
  - ブルボン「アルフォート」CMソング